# Amata banguia
Amata banguia là một loài bướm đêm thuộc phân họ Arctiinae, họ Erebidae.